# Naturaleza muerta (Rufino Tamayo)
Naturaleza muerta es un mural realizado por Rufino Tamayo en 1954. Permanece resguardado como obra en exhibición permanente del Museo Soumaya.

## Historia
La obra Naturaleza muerta (1954) corresponde al período más activo de Tamayo. En él, se conjunta el manejo del color distintivo de su obra. La rica tradición de la pintura de bodegones que existe en México no sólo se vio continuada, sino que evolucionó a su forma más moderna, para terminar con los característicos cuadros de sandías que Rufino Tamayo pintó durante toda su trayectoria. Naturalezas muertas, bodegones y cuadros de comedor sirvieron a diversas generaciones de artistas para estudiar la composición, relación de volúmenes, texturas, colores, luces y sombras. 
En México, durante el siglo XX, Tamayo, al igual que Paul Cezanne en el París de fin de siglo, llevó a este género pictórico a una de sus más complejas y bellas expresiones. Dejaron de lado la experimentación y buscaron la reunión de diversos objetos y más aún sus formas: manzanas, para Cezanne; sandías, para Tamayo. Para ambos, las formas fueron más importantes que el estudio sistemático de estas. Tamayo pintó para Sanborns dos murales que decorarían el edificio adquirido por la empresa en 1954, localizado en Paseo de la Reforma esquina con la calle José María Lafragua, en el centro de la Ciudad de México.
La Naturaleza muerta se destinó para decorar el elegante salón restaurante de esta cadena de tiendas departamentales. Allí los comensales podían deleitarse contemplando el espectacular contraste de los colores que componen el mural.
Por 32 años, Las sandías permanecieron en este sitio hasta que en 1986, por invitación del Instituto Nacional de Bellas Artes, pasó a formar parte de la exposición que como homenaje nacional por setenta años de creación artística se rindió a Tamayo. Los murales fueron desprendidos por personal del Centro Nacional de Conservación y Registro del Patrimonio Artístico Mueble del Instituto Nacional de Bellas Artes. Al limpiar Naturaleza muerta, llamó la atención la capa de grasa que éste tenía. Las meseras del restaurante explicaron que al limpiar las mesas, también llegaban a pasar el trapo por el mural si algo lo había salpicado. De manera imprevista, la capa de grasa que se formó, protegió los colores originales. Al limpiarlo, brilló de tal manera que a Tamayo le llamó la atención. "Sí, son mis colores", dijo Tamayo.

## Descripción
Pintada en un semicírculo construido por siete láminas de masonite unidas al muro por medio de un bastidor de madera, la obra fue realizada con pigmentos, considerados el material más moderno y adecuado para lograr los resultados técnicos y estéticos por Tamayo.
En esta obra se muestra una naturaleza muerta sobre una mesa poliangular colmada de rotundas frutas, redondas y rojas, dos botellas sobre una charola y doce rebanadas de sandías. Estos objetos se encuentran cercados al frente con dos respaldos de sillas de alambrón, que hacen pensar en la pareja que está invitada a disfrutar del vino y la fruta que, opulenta y sonriente, espera para la fiesta.
Las frutas y objetos, dispuestos en desorden, están diseminados sobre una mesa que, por su situación, recuerda la postura de las mesas que se pintaron durante la época cubista; fugada en los ángulos posteriores, da cierta sensación de inestabilidad a las frutas que reposan sobre ella. Sin embargo, éstas encuentran un punto de equilibrio con la iluminación que emana de un foco de luz fuera del cuadro, situado en el ángulo superior izquierdo. La posición de la mesa, el foco de luz fuera y la situación original del cuadro en semicírculo, así como la altura a la que estaba destinado a ser visto por los comensales sentados, fueron pensados por Tamayo, originalmente, como parte de la composición del mural. La economía del colorido, sobria y elegante, no pasa de tener más de cuatro colores: rojo, azul, verde y negro. Lo que sí hay es una amplia gama de estos colores llevados a su máxima potencialidad, pero es el rojo de las manzanas y sandías el que predomina en el cuadro. El discreto azul agrisado y blanquecino de la charola y las botellas potencializa la fuerza del rojo y el blanco y ayuda a valorar las gamas del rojo y rosa de las rebanadas de sandía y el lumínico rojo de las manzanas, que van de rojo encendido brillante hasta un oscurecido y negruzco.
A todo esto cabe destacar que la época histórica en la que Tamayo desarrolla gran parte de su trabajo coincidió con una gran serie de cambio socioculturales en México, los cuales quedaron plasmados a través de las obras muralistas. A diferencia de los grandes maestros del muralismo, Tamayo intentó rescatar sus raíces y a su país sin defender movimientos ideológicos ni posiciones políticas, es decir, en su obra se impone una visión universal.